# Schuitemania
Schuitemania là một chi thực vật có hoa trong họ Lan.